# Đại dịch COVID-19 tại Cộng hòa Dân chủ Congo
Bài viết này ghi lại các tác động của Đại dịch COVID-19 tại Cộng hòa Dân chủ Congo và có thể không bao gồm tất cả các phản ứng và biện pháp hiện thời.

## Dòng thời gian
Vào ngày 10 tháng 3, trường hợp đầu tiên được báo cáo trong nước. Trường hợp là một công dân Bỉ đã đến thăm đất nước, người sau đó đã được cách ly trong một bệnh viện ở Kinshasa. Bộ trưởng Bộ Y tế của DRC, Eteni Longondo, nói rằng tình hình đang bị "khống chế" và điều đó "không cần phải hoảng sợ".
Trường hợp thứ hai được xác nhận là người quốc tịch Cameroon ở nước này, trở về từ Pháp vào ngày 8 tháng 3. Ban đầu anh ta không có triệu chứng, sau đó anh ta đã có các biểu hiện rõ nét hơn và hiện đang nhập viện ở Kinshasa.
Tính đến hết ngày 13 tháng 4 năm 2024, CHDC Congo ghi nhận 99.338 trường hợp nhiễm COVID-19 và 1.468 trường hợp tử vong.